# Stibophen
Stibophen là một loại thuốc chống giun được phân loại là hợp chất antimon và được sử dụng để điều trị bệnh sán máng  bằng cách tiêm bắp.

## Cơ chế hoạt động
Stibophen ức chế enzym phosphofructokinase, mà giun cần cho đường phân, ít nhất một phần bằng cách gắn với nhóm sulfhydryl (–SH) của enzym. Ức chế đường phân làm tê liệt giun, làm mất sự bám vào thành tĩnh mạch mạc treo và trải qua sự chuyển đổi gan, chết, và bị thực bào bởi các tế bào gan.